# Aeroportul Khasab
Aeroportul Khasab (IATA: KHS, ICAO: OOKB) este un aeroport din Oman ce deservește zona Khasab⁠(d). A fost numit după zona deservită.
Situat la o altitudine de 30 m, aeroportul dispune de o singură pistă.